# Ræve
Ræve er altædende landlevende rovdyr under pattedyrene i hundefamilien (Canidae). 
Indenfor rævene findes følgende grupperinger:
- Vulpes (Egentlige ræve, ti arter)
- Alopex (Polarræv)
- Fennecus (Fennek)
- Urocyon (grå ræve, to arter)
- Lycalopex[1] (Hoary Fox)
- Pseudalopex[1] (Sydamerikanske ræve, fire arter)
- Dusicyon[1] (Falklandsøernes ræv)
- Cerdocyon[1] (Crab-eating Fox)

Ræve lever alene og har strengt opdelte territorier. De kan blive op til 10-12 år, men det er dog sjældent at det sker i naturen. Ræven bor som regel i en rævegrav, se bl.a. enkeltrørsgrav.
I Danmark findes arten rød ræv (Vulpes vulpes), der hører til de ægte ræve. Den røde ræv har traditionelt flere navne i Danmark alt efter variationerne i dyrets farve. Der findes f.eks. Brandræv, Moseræv og Korsræv.
Blandt mennesker kan udsagnet ”snu som en ræv” optræde.
Det er ikke uden grund. Ræven er snu.
Ræven optræder mere og mere hvor mennesker lever, og ses ofte i storbyer.
Kontakt med ræven skal man undgå, da den kan have Skab (sygdom) og Hundegalskab (rabies). Hvis en ræv ikke er bange for mennesker, kan det være et tegn på, at den har hundegalskab.

## Klassifikation
Tribus: Vulpini
- Slægt: Vulpes
  -  Vulpes vulpes (Rød ræv)
  - Vulpes corsac (Korsacræv)
  - Vulpes ferrilata (Tibetansk ræv)
  - Vulpes cana (Blanfords ræv)
  - Vulpes velox (Swiftfox)
  - Vulpes macrotis (Kitræv)
  - Vulpes bengalensis (Indisk ræv)
  - Vulpes rueppellii (Sandræv)
  - Vulpes pallida (Bleg ræv)
  - Vulpes chama
  - Vulpes zerda syn. Fennecus zerda (Fennek)
  - Vulpes lagopus syn. Alopex lagopus (Polarræv)
- Slægt: Urocyon
  - Urocyon cinereoargenteus (Gråræv)
  - Urocyon littoralis
- Slægt: Otocyon
  - Otocyon megalotis (Øreræv)